# Запоже
Запоже (пол. Zaporze) — деревня в Замойском повете Люблинского воеводства Польши. Входит в состав гмины Радечница. Находится примерно в 31 км к западу от центра города Замосць. По данным переписи 2011 года, в деревне проживало 386 человек.
В 1975—1998 годах деревня входила в состав Замойского воеводства.

## Население
Демографическая структура по состоянию на 31 марта 2011 года:
|         | Всего | До трудоспособного возраста | Трудоспособного возраста | Старше трудоспособного возраста |
| ------- | ----- | --------------------------- | ------------------------ | ------------------------------- |
| Мужчины | 187   | 29                          | 127                      | 31                              |
| Женщины | 199   | 34                          | 104                      | 61                              |
| Всего   | 386   | 63                          | 231                      | 92                              |